# Silver’s Serenade
Silver’s Serenade – album studyjny amerykańskiego pianisty jazzowego Horace’a Silvera oraz współpracujących z nim w The Horace Silver Quintet muzyków, wydany z numerem katalogowym BLP 4131 i BST 84131 w 1963 roku przez Blue Note Records.

## Powstanie
Materiał na płytę został zarejestrowany 7 (utwory A1, B3) i 8 maja (A2, B1, B2) 1963 roku przez Rudy'ego Van Geldera w należącym do niego studiu (Van Gelder Studio) w Englewood Cliffs w stanie New Jersey. Produkcją albumu zajął się Alfred Lion.

## Lista utworów
Opracowano na podstawie materiału źródłowego.
Wydanie LP
Strona A
| Nr | Tytuł utworu                    | Muzyka        | Długość |
| -- | ------------------------------- | ------------- | ------- |
| 1. | „Silver's Serenade”             | Horace Silver | 9:21    |
| 2. | „Let's Get to the Nitty Gritty” | Silver        | 7:22    |
|    |                                 |               | 16:43   |

Strona B
| Nr | Tytuł utworu        | Muzyka | Długość |
| -- | ------------------- | ------ | ------- |
| 1. | „Sweet Sweetie Dee” | Silver | 7:34    |
| 2. | „The Dragon Lady”   | Silver | 7:02    |
| 3. | „Nineteen Bars”     | Silver | 6:22    |
|    |                     |        | 20:58   |

## Twórcy
Opracowano na podstawie materiału źródłowego.
Muzycy:
- Horace Silver – fortepian
- Blue Mitchell – trąbka
- Junior Cook – saksofon tenorowy
- Gene Taylor – kontrabas
- Roy Brooks – perkusja

Produkcja:
- Alfred Lion – produkcja muzyczna
- Rudy Van Gelder – inżynieria dźwięku
- Reid Miles – projekt okładki, fotografia na okładce
- Joel Dorn – liner notes
- Michael Cuscuna – produkcja muzyczna (reedycja z 1998)